# 数字付き低音
数字付き低音（すうじつきていおん）とは通奏低音の和音楽器の演奏（リアライズ）のために、音符の上または下に和音の構成音を示すための数字を添えた楽譜をいう。普通、バス記号（ヘ音記号）で書かれる。
低音に添えられた数字は、低音からの音程の度数によって和音構成音のひとつを指定するもので、その音は、基本的に楽譜の調号に従った音を構成音とする。調号に従った音以外を和声に使用する場合には、数字に対してシャープ「♯」、ナチュラル「♮」、フラット「♭」、まれにダブルシャープ「𝄪」、ダブルフラット「𝄫」が添えられる。ただし、フランス式の場合に限って後述のとおり、臨時記号の扱いが異なるため注意を要する。
もし低音に「3」と添えられていれば、低音に対してその上部に3度音程の音が存在することを示す。ただし、具体的にその音程とは複音程(いくつかのオクターヴ分離れた音程）の場合を含むため、実際にそれらの音をどのオクターヴ位置の複音程で発音させるかは演奏者の判断に任され、演奏者は基本的に和声学の規則に的に準じて、4声や3声で和音構成音を水平軸に連結させ、即興的に演奏する。当然、和声的な正しさだけでなく、音楽的に優れたものであることが要求され、自由な装飾を付けることも行われる。

## 記号の意味
| 3和音             | 3和音               | 3和音           | 3和音        | 3和音 |
| 低音位            | 低音上の 和音構成音 | 実際の 数字表記 | 日本での読み | 例 |
| ----------------- | ------------------- | --------------- | ------------ | --- |
| 基本形            | 5 3                 | 記載省略        |              | { \override Score.TimeSignature #'stencil = ##f \new PianoStaff << \new Staff << \relative c' { \clef treble \time 3/4 <e g c>4 <c g' c> <c e g> } >> \new Staff << \relative c { \clef bass \time 3/4 c4 e g } \figures { < _ >4 <6> <6 4> } >> >> }                   |
| 第1転回形         | 6 3                 | 6               | 六の和音     | { \override Score.TimeSignature #'stencil = ##f \new PianoStaff << \new Staff << \relative c' { \clef treble \time 3/4 <e g c>4 <c g' c> <c e g> } >> \new Staff << \relative c { \clef bass \time 3/4 c4 e g } \figures { < _ >4 <6> <6 4> } >> >> }                   |
| 第2転回形         | 6 4                 | 6 4             | 四六の和音   | { \override Score.TimeSignature #'stencil = ##f \new PianoStaff << \new Staff << \relative c' { \clef treble \time 3/4 <e g c>4 <c g' c> <c e g> } >> \new Staff << \relative c { \clef bass \time 3/4 c4 e g } \figures { < _ >4 <6> <6 4> } >> >> }                   |
| 4和音（七の和音） |                     |                 |              | |
| 低音位            | 低音上の 和音構成音 | 実際の 数字表記 | 日本での読み | 例 |
| 基本形            | 7 5 3               | 7               |              | { \override Score.TimeSignature #'stencil = ##f \new PianoStaff << \new Staff << \relative c' { \clef treble \time 4/4 <b d f>4 <g d' f> <b f' g > <b d g> } >> \new Staff << \relative c { \clef bass \time 4/4 g4 b d f } \figures { <7>4 <6 5> <4 3> <4 2> } >> >> } |
| 第1転回形         | 6 5 3               | 6 5             | 五六の和音   | { \override Score.TimeSignature #'stencil = ##f \new PianoStaff << \new Staff << \relative c' { \clef treble \time 4/4 <b d f>4 <g d' f> <b f' g > <b d g> } >> \new Staff << \relative c { \clef bass \time 4/4 g4 b d f } \figures { <7>4 <6 5> <4 3> <4 2> } >> >> } |
| 第2転回形         | 6 4 3               | 4 3             | 三四の和音   | { \override Score.TimeSignature #'stencil = ##f \new PianoStaff << \new Staff << \relative c' { \clef treble \time 4/4 <b d f>4 <g d' f> <b f' g > <b d g> } >> \new Staff << \relative c { \clef bass \time 4/4 g4 b d f } \figures { <7>4 <6 5> <4 3> <4 2> } >> >> } |
| 第3転回形         | 6 4 2               | 4 2 または 2    | 二の和音     | { \override Score.TimeSignature #'stencil = ##f \new PianoStaff << \new Staff << \relative c' { \clef treble \time 4/4 <b d f>4 <g d' f> <b f' g > <b d g> } >> \new Staff << \relative c { \clef bass \time 4/4 g4 b d f } \figures { <7>4 <6 5> <4 3> <4 2> } >> >> } |

低音の音符上に付された数字が意味する和音について下記に解説する。
- 何も数字が添えられていない場合、和声としての基本低音位として、低音に対して3度上と5度上に和音構成音がある（いずれも複音程を含む）と考える規則になっている。この場合、{\displaystyle \ \!_{\ 3}^{\ 5}\ }の記載が省略された状態を暗に意味する。日本で普及している呼び方で、3和音の「基本形」の低音位である。
- 「6」だけが添えられている場合、低音に対して6度上に和音構成音がある（複音程を含む）。この6度音程は5度音程から置き換えられる性格の音と考える規則になっているため、{\displaystyle \ \!_{\ 3}^{\ 5}\ }が{\displaystyle \ \!_{\ 3}^{\ 6}\ }となった状態を意味し、実際に標準配置である3度音程の表記を省略するため、6度音程のみが数字で示される。これを「六の和音」と呼ぶ。日本で普及している呼び方で、3和音の「第1転回形」の低音位である。
- 「4」だけが添えられている場合、低音に対して4度上に和音構成音がある（複音程を含む）。この4度音程は3度音程から置き換えられる性格の音と考える規則になっているため、{\displaystyle \ \!_{\ 4}^{\ 5}\ }となる。これは、「基本形」の低音位にある和音の内、低音に対する3度音程つまり和音の第3音が非和声音（掛留音、経過音、倚音）として一時的にその1音上の音に上がった状態を意味し、後に第3音に解決することが期待されることが一般的である。
- {\displaystyle \ \!_{\ 4}^{\ 6}\ }が添えられている場合、上述の単独の「6」と「4」の用例と同様で、6度音程は5度音程から置き換えられ、4度音程は3度音程から置き換えられたものと考える規則となっているため、{\displaystyle \ \!_{\ 3}^{\ 5}\ }が{\displaystyle \ \!_{\ 4}^{\ 6}\ }となった状態を意味する。これを「四六の和音」と呼ぶ。日本で普及している呼び方で、3和音の「第2転回形」の低音位である。
- 「7」だけが添えられている場合、低音に対して7度上に和音構成音がある（複音程を含む）が、和声としての基本低音位として、低音に対して3度上と5度上に和音構成音がある（いずれも複音程を含む）と考える規則になっている。{\displaystyle \ \!_{\,_{3}^{5}}^{\,_{7}}\ }と記載すると数字が多いため、標準の{\displaystyle \ \!_{\ 3}^{\ 5}\ }部分が省略された状態に7度音が付加されたことのみを指示する。日本で普及している呼び方で、4和音(7の和音)の「基本形」の低音位である。
  - フランス式では、属七の和音に限り、「 + 」という記号を加える。この+は、属七の第3音を示し、本来「+3」と書かれるべきものであるが、後述の3度の音の臨時記号の場合と同じように3を省略する。またこの書き方の場合には、後述のような臨時記号は常に不要である。
- {\displaystyle \ \!_{\ 5}^{\ 6}\ }が添えられている場合、「6」だけが書かれた場合と異なり、6度音程と同時に5度音程も持つことをあえて示している。これは、{\displaystyle \ \!_{\,_{3}^{5}}^{\,_{6}}\ }となる。五六の和音と呼ぶ。日本で普及している呼び方で、4和音（七の和音）の「第1転回形」の低音位である。
  - フランス式では、属七の第1転回の和音のような場合、5度が減5度となるため、「5」の数字に斜線を引く。
- {\displaystyle \ \!_{\ 3}^{\ 4}\ }が添えられている場合、「4」だけが書かれた場合と異なり、4度音程と同時に3度音程も持つことをあえて示しており、更に5度音程を6度音程に置き換えることも示す。これは、{\displaystyle \ \!_{\,_{3}^{4}}^{\,_{6}}\ }とも書かれるが、そう記載すると数字が多いため、{\displaystyle \ \!_{\ 3}^{\ 4}\ }が添えられているだけで6度音程を含むことを暗に示す伝統となっている。三四の和音と呼ぶ。日本で普及している呼び方で、4和音（七の和音）の「第2転回形」の低音位である。
  - フランス式では、属七の和音の第2転回の和音の場合、6度の所に第3音が来るため、「 +6 」と書く。臨時記号は常に不要である。
- 「2」だけが添えられている場合、{\displaystyle \ \!_{\,_{2}^{4}}^{\,_{6}}\ }を示す。二の和音と呼ぶ。{\displaystyle \ \!_{\ 2}^{\ 4}\ }と書かれることが多い。日本で普及している呼び方で、4和音（七の和音）の「第3転回形」の低音位である。
  - フランス式では、属七の和音の第3転回の和音の場合、4度の所に第3音が来るため、「 +4 」と書く。臨時記号は常に不要である。
- 和音の中に臨時記号がある場合には、数字の左または右に臨時記号を書き添える。
  - 臨時記号がついた場合、本来は省略される数字であっても、その数字が明示される。ただし「3」という数字は、臨時記号が付された場合でも省略される。すなわち、数字がなく、♭や♯だけが書かれている場合には、それが3度の音に付くことを示す。
  - 「半音上げる」という意味で「 + 」が使われることがある（フランス式とは別である）。

## コードネームとの類似点、相違点
数字付き低音は、和音の音符をすべて書かずに和音を示すという点で、コードネームと似ている。また、数字の意味もその意味自体は同じであって、コードネームのG7の7と、数字付き低音でト／G音に7を付けたときの7の数字が示す音は、ハ長調の場合同じで、それが示す和音も全く同じである。C6とハ長調でハ／C音に{\displaystyle \ \!_{\ 5}^{\ 6}\ }を付けた時の和音は同じで、6の数字が示す音も同じである。
決定的な相違点は、数字付き低音が調号に依存しているのに対し、コードネームは調号に依存していないことである。すなわち、コードネームでG7はどの調でもG-B-D-Fであるが、数字付き低音の場合は調号によって異なる和音になる。また、たとえば数字付き低音で♭があればリアライズした楽譜上で♭になるということであるが、コードネームでは減音程や短音程を表す。
また、コードネームが和音のルート（根音）から度数を数えるのに対し、数字付き低音では根音に関係なく低音から数える。だから、G7のコードの第1転回形はコードネームではG7/Bであるのに対し、数字付き低音ではロ／B／H音に{\displaystyle \ \!_{\ 5}^{\ 6}\ }と、全く違ってくる。